# Arrow River
Arrow River est une communauté non incorporée du Manitoba située dans l'ouest de la province et faisant partie de la municipalité rurale de Miniota. Arrow River est situé entre la jonction de la route 24 et du chemin de fer du Canadien National à environ 10 km (6 miles) à l'est de la communauté de Miniota. Un bureau de poste apparu en 1883, pour servir les colons déjà établis depuis 1878, mais celui-ci cessa ses opérations en 1970.

## Référence
- (en) Cet article est partiellement ou en totalité issu de l’article de Wikipédia en anglais intitulé « Arrow River, Manitoba » (voir la liste des auteurs).